# Міжнародна стандартна класифікація освіти
Міжнародна стандартна класифікація освіти (ISCED) розроблена ЮНЕСКО як всеохопний статистичний опис національних систем освіти та методології для оцінки національних систем освіти порівняно з зіставними міжнародними рівнями. Основною одиницею класифікації МСКО є освітня програма. Крім того, МСКО класифікує програми за галузями знань, орієнтацією та призначенням програми.
Освіта, за визначенням МСКО, це цілеспрямована й організована діяльність для задоволення навчальних потреб. Освіта містить організовану й сталу комунікацію з метою навчання. За визначенням, прийнятим на 20-ій сесії Генеральної конференції ЮНЕСКО, під освітою розуміється процес і результат вдосконалення здібностей і поведінки особи, при якій вона досягає соціальної зрілості і індивідуального зростання.

## Рівні освіти
В Міжнародній стандартизованій класифікації освіти розрізняються такі рівні освіти:
- рівень 0 — допочаткова освіта;
- рівень 1 — початкова освіта або перший етап базової освіти;
- рівень 2 — перший етап середньої освіти або другий етап базової освіти;
- рівень 3 — другий етап середньої освіти;
- рівень 4 — післясередня, не вища освіта;
- рівень 5 — перший етап вищої освіти (не надає можливості здобути науковий ступінь);
- рівень 6 — другий етап вищої освіти (надає можливість здобути науковий ступінь).

У кожному рівні освіти існує поділ на типи, в залежності специфіки навчання.
Таблиця зіставлення ступенів освіти за МСКО 1997 року (ISCED-97)
з навчальними закладами України, які забезпечують здобуття відповідного ступеня освіти
| Назва ступеня освіти за МСКО                                                                                      | Код ступеня освіти за МСКО | Тривалість навчання | Навчальні заклади, які в Україні забезпечують здобуття відповідного ступеня освіти |
| --- | -------------------------- | ------------------- | --- |
| Початкова загальна освіта                                                                                         |                            |                     | |
| Допочаткове навчання                                                                                              | 0                          | 3-4 роки            | Дошкільні навчальні заклади |
| Початкова освіта/ Перший етап базової освіти                                                                      | 1                          | 4 роки              | Середні загальноосвітні навчальні заклади 1 ступеня (1-3 (4) класи денних загальноосвітніх навчальних закладів) |
| Середня освіта |                            |                     | |
| Перший етап середньої освіти/Другий етап базової освіти                                                           | 2                          | 5 роки              | Середні загальноосвітні навчальні заклади 2 ступеня (5-9 класи денних і вечірніх загальноосвітніх навчальних закладів) |
| Другий етап середньої освіти                                                                                      | 3 (3В)                     | 2 роки              | Середні загальноосвітні навчальні заклади 3 ступеня (10-11 (12) класи денних і вечірніх загальноосвітніх навчальних закладів), ПТНЗ, учні (слухачі) яких здобувають повну загальну середню освіту і кваліфікацію «кваліфікований робітник» |
| Післясередня, не вища освіта                                                                                      | 4 (4В)                     | 1 рік               | ПТНЗ, учні (слухачі) яких після здобуття повної загальної середньої освіти здобувають кваліфікацію «кваліфікований робітник» |
| Перший етап вищої освіти                                                                                          | 5А 5В                      |                     | ВНЗ III-IV рівнів акредитації ВНЗ I–II рівнів акредитаці |
| Вища освіта у ВНЗ I–II рівнів акредитації                                                                         | 5В                         | 2-3 роки            | ВНЗ I–II рівнів акредитації |
| Вища освіта у ВНЗ III-IV рівнів акредитації                                                                       | 5А                         | 5-6 років           | ВНЗ III-IV рівнів акредитації |
| Другий етап вищої освіти (аспірантура, докторантура) та освіта, не розподілена за ступенями/ післядипломна освіта | 6                          | 3 роки              | ВНЗ та наукові установи, що мають аспірантури, докторантури/ ВНЗ та інші навчальні заклади післядипломної освіти |